# ニュースキャスター

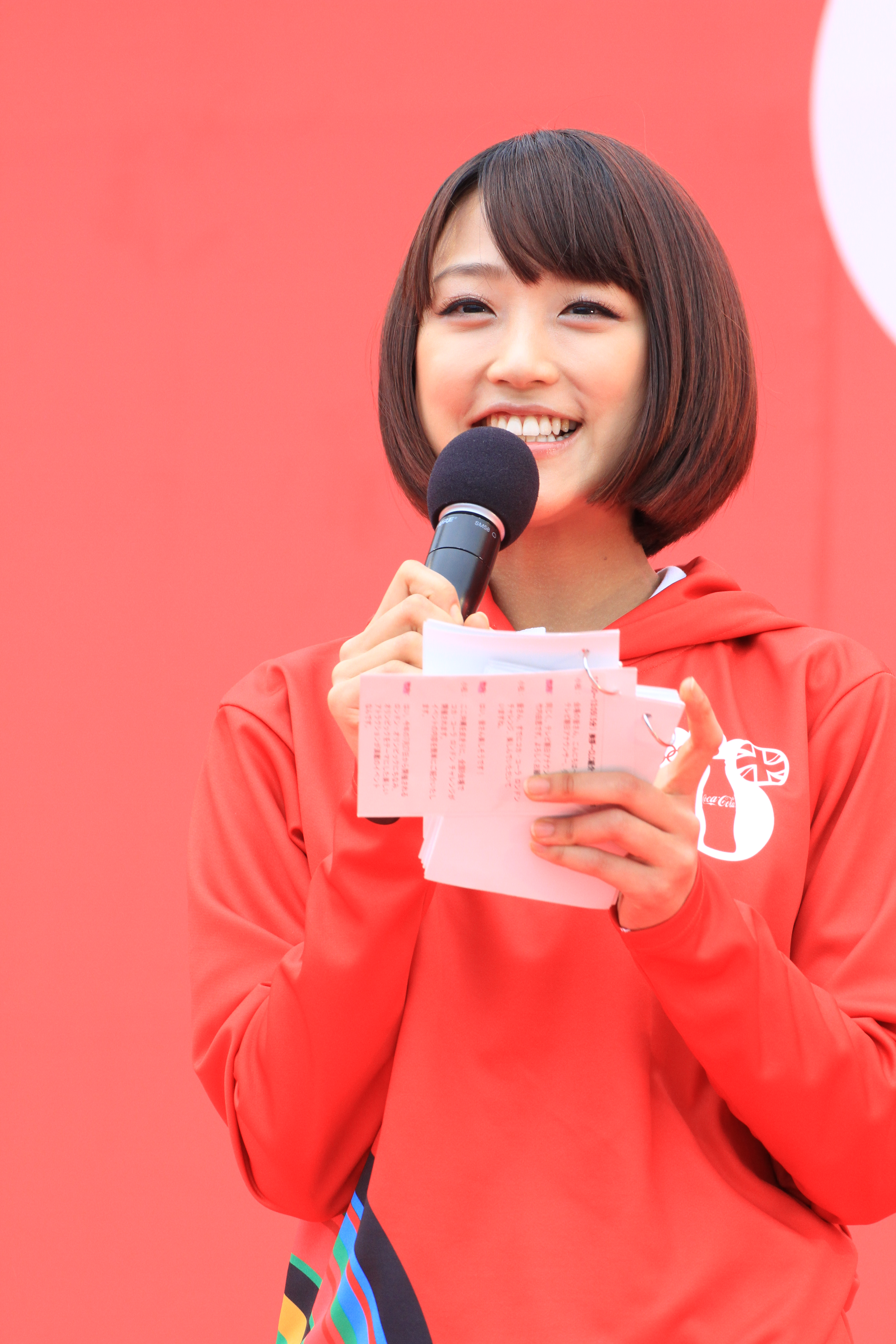
竹内由恵, 元テレビ朝日アナウンサー（2012年）

ニュースキャスターとは、報道番組に出演してニュースを紹介しながら司会・進行する、役割の呼称または職業である。

## 概要
ニュースキャスターとは、放送メディアで報道番組に出演し、番組全体または特定のコーナーを、ニュースを紹介しながら司会・進行する役割の日本独自の呼称、または職業である。定義や呼称は国や地域、番組によって様々である。

## 職種について
番組の出演者はニュースキャスター一人の場合もあるが、規模の大きな番組では複数キャスター制を採ったり、コメンテーターやアナウンサーを伴ったりする場合もある。ニュースの読み上げはニュースキャスターかアナウンサーが行う。ニュースに対してのコメントや解説はニュースキャスターかコメンテーターが行う。番組にゲストとして話題の人物が招かれ、ニュースキャスターがインタビューすることもある。
TBS『筑紫哲也 NEWS23』や『NBC Nightly News with Brian Williams』（ブライアン・ウィリアムズのNBCナイトリーニュース）のように、タイトルにニュースキャスターの名前を含め、明確にニュースキャスターの個性を前面に出している番組もある。
アメリカではかつて、アンカーがニュースに対する私見を述べる／述べないについて、アンカーの行動は二手に別れた。番組の終わりにコラムコーナーを設けていた代表的なアンカーにエドワード・マローが、逆にコメントは徹底的に避けるべきとした意見の象徴にウォルター・クロンカイトがおり、クロンカイトの「戦争継続反対」発言（1968年）とそれを一つの要因とするジョンソン大統領の再選出馬断念という一連の経緯が有名。コメントを行わない主義であっても、ゲストを起用したり、番組の構成に微妙なアクセントをつけることで無言のうちに自身の意見を示唆するという手法がある。
ニュースキャスターにはジャーナリスティックな資質が不可欠であり、木村太郎はニュースキャスターをゲートキーパー、つまり「情報の交通整理員」と表現した。番組出演中は、例えば現地中継のリポーターやゲストに的確な質問をぶつけて情報を引き出す場面や、臨時ニュースが入ってきて情報が錯綜しているときに、視聴者・聴取者が混乱しないように情報の真偽を見極めつつ整理しながら伝える場面などで、ニュースの背景についての理解と判断力が問われる。また、ニュースキャスターによっては現地から番組を進行したり、リポートを行う場合がある。アメリカを典型として、国によってはニュースキャスターは番組出演のほかに、ニュースの取材・編集や番組構成にも影響を及ぼし、編集権を有している。そのことで、原稿の修正を求めたり、放送させないことも出来る。編集権など権限を有する場合、報道記者として長年経験を積んだ経歴を持つ。
報道番組への登板を機にそれまで出演していたバラエティ番組やCMを降板し、仕事をほぼニュースキャスター業一本に絞るようになる者も存在する。

## 原義と類義語
ニュースキャスターは、通常「アンカーパーソン（英語: anchorperson）」（a person who reads the news and introduces the reports of other broadcasters on a television news program.)と言う。「アンカー」とは船の錨のこと。番組の中心となってニュースを掘り下げ、かつわかり易く視聴者に伝える役割からそう呼ばれるようになった。また元々ジャーナリストの世界では、特に週刊誌等で最終的な記事を執筆する人間を「アンカーマン」と呼ぶ習わしがあり（ジャーナリスト#分業制も参照）、その用法が転じたものとも言われる。
イギリス英語で言うところの presenter（プレゼンター、披露する人）は、報道番組で用いられた場合、アンカーに近い意味になる。アメリカ英語ではほぼ使われない。
イギリス英語寄りの語として、newsreader（ニュースリーダー、ニュースを読む人）がある。番組出演時の役割はニュースキャスターやアンカーと同様であるが、取材・編集過程や番組構成への関与はなく、原稿を読む役割しかない。日本ではアナウンサー職が担当するが、イギリスはアナウンサーだけでなく、記者出身者もいれば、俳優から転身した人物もいる。日本ではNHKが“影読み・ナレーション”に近い定義で「リーダー」と呼称して使われる以外、ほぼ使われない。
ニュースキャスターを単に「キャスター」と略すのは和製英語である。「キャスター」は、報道番組だけでなく情報番組の司会者にも用いられる。スポーツニュースを専門に担当するスポーツキャスター、天気予報を専門に担当するお天気キャスターまたは気象キャスター（ sportscaster や weathercaster という事もあるが、caster ではなく anchor や presenter という表現が一般的）。その他、日本語圏においては芸能キャスター、情報キャスター、フィールドキャスター／取材キャスター、マーケットキャスターなど、さまざまな「（ジャンル）＋キャスター」の形の用語が作られている。「キャスター」はこれらの総称の場合もある。スポーツキャスターであれば元スポーツ選手、お天気キャスターであれば気象予報士のように、放送業界出身ではなく専門業界出身のキャスターも存在する（後述）。

### キャスターとアナウンサーの違い
本来の意味にしたがった両者の違いは、「アナウンサーはニュースを “読み上げる”、ニュースキャスターはニュースを “語りかける”」と表現されることがある。しかし、日本のアナウンサーは業務の幅が広く、ニュースに臨機応変にコメントしたり、ニュースの取材・編集の人員に加わったりすることもある。またニュースキャスターという語も、イギリスに比べると記者経験よりも番組出演に重きが置かれる。
放送局のアナウンス部に所属する者を「〇〇アナウンサー」とし、契約社員や派遣会社に所属するフリーアナウンサー、芸人や芸能人を「〇〇キャスター」と表記する場合もある。
『NHKニュース7』などでキャスターを務めたNHKアナウンサーの森田美由紀は、「皆困っていると思うんですよ。周りがキャスターと呼べばキャスターですし、アナウンサーと呼べばアナウンサーですしね」と語っている。

## 比較

### 日本
日本では、ニュースキャスターのニュースの取材・編集過程や番組構成への関与の度合いにはあまり注意が払われず、単に報道番組の司会者であればニュースキャスターと呼ばれる。
1980年代CNNデイウォッチでの文化人起用やニュースシャトルでの星野知子起用など、報道関連の経験が全くない芸能人や文化人がニュースキャスターを務めるケースがある。

#### 歴史
- 日本のニュースキャスター第1号は、1962年10月1日にスタートした『JNNニュースコープ』（TBS）の田英夫と戸川猪佐武とされる。
- NHKでは1974年4月、磯村尚徳による『ニュースセンター9時』が放送開始。ニュース原稿を読み上げるのみであったそれまでの『NHKニュース』とは違い、喋り言葉を積極的に使った。政治→経済→社会というNHKでは当たり前だった放送順序の慣例を、意識的に排除するなどの変化も見せた。NHKのサイトはこの番組からニュースキャスターという言葉が一般的に使われるようになったと述べている。[2]
- それまで男性のキャスターがニュース番組の進行を務めることが多かったが、1980年代に各局が女性キャスターを起用し始める。その先駆けとなったのが、『きょうの出来事』（日本テレビ）を担当した櫻井よしこである。だが実際は、1978年に田丸美寿々が『FNNニュースレポート6:30』を担当し、既にキャスターの位置付けをとっており、田丸を日本初の女性キャスターだとする意見もある。様々意見は分かれるが、テレビ証券は「田丸さんは、日本でいうキャスターの先駆けで、ジャーナリストからアンカーを務める米国流で言えば、櫻井さんが日本初のアンカーパーソン」と、両者ともにキャスターの先駆けであることに違いはない、と述べている。
- 1984年10月1日にスタートした『FNNスーパータイム』（フジテレビ）においては、それまでなかった視聴者の目線を意識したニュースリポートや特集などを組み、メインキャスターの逸見政孝や安藤優子はそれを象徴する存在となった。
- 1985年10月にスタートした久米宏による『ニュースステーション』（テレビ朝日）は、それまでの報道番組を変えた番組と認識されている。インタビュー取材でよく久米は「私はニュースキャスターでなく司会者」と発言している。
- この頃、『キャスター』というそのものズバリのネーミングの情報番組がテレビ東京で放送されていた。キャスターを務めたのは大宅映子。
- 1989年10月、筑紫哲也による『筑紫哲也 NEWS23』の放送がスタート。平日のニュース番組でキャスターの名前が番組名に記載されたのは初めて。
- 2006年4月、NHKの『ニュースウオッチ9』が放送開始。柳澤秀夫と伊東敏恵はニュースの紹介に徹し、原稿やプロンプターを一切使わずに放送する試みを行う。

### アメリカ

#### 傾向
ローカルニュースや朝のニュースは男女ペアを組んで放送することが多いが、CBS、NBC、ABC の三大ネットワークで夕方に放送する全国ニュースに限ってはアンカー1人で進行する。彼らは国民から高い信頼がおかれており、アンカーを粗末に扱うと次の選挙で票に跳ね返るため、政治家も彼らに対して敬意を払うことを忘れない。アメリカでは「大統領が勝手なことを言えない者がこの国に三人だけいる。三大ネットのアンカーだ」という格言まである。

#### 歴史
- 第二次世界大戦中、CBSのエドワード・マローはヨーロッパの戦地から自身が組織した特派員たちとともに報道を送り続ける。
- 1954年、マローが『シー・イット・ナウ』 (See It Now) でマッカーシー上院議員らによる「赤狩り旋風」を糾弾してマッカーシズムに真っ向から挑み、結果的に赤狩りを終焉に導く。しかし番組は打ち切られ、マローは1961年にケネディー大統領に請われて合衆国情報庁長官に就任。
- 1963年、ウォルター・クロンカイトが『CBSイブニングニュース』のアンカーに。同年11月21日、クロンカイトは悲しみの涙で眼鏡を曇らせながらケネディー大統領暗殺の速報を伝える[3]。
- 1968年、ベトナム戦争が激化する中、クロンカイトが現地取材の特別番組の締めくくりで「民主主義を擁護するべき名誉あるアメリカ軍には、これ以上の攻勢ではなく、むしろ交渉を求めるものであります」と厳しい口調で発言してベトナム戦争継続に反対を表明[4]。これがジョンソン大統領をして「クロンカイトを失うということは、アメリカ中道の支持基盤を失うということだ」と嘆かしめる。直後にジョンソンは二期目への出馬断念を表明。一方クロンカイトはこれを反省して、以後二度と番組内で私見を差し挟まなくなる。これ以降、殊に夕方の全国ニュースにおいては「絶対の中立」のアンカー像が定着する。
- 1981年、ダン・ラザーが『CBSイブニングニュース』のアンカーに。
- 1983年、ピーター・ジェニングスが『ワールド・ニュース・トゥナイト』の単独アンカーに。同年、トム・ブロコウが『NBCナイトリーニュース』の単独アンカーに。これをもって約10年近く続いた人気アンカーの引き抜きや頻繁な交代に終止符が打たれる。
- ラザー・ブロコウ・ジェニングスのアンカーの時代は約四半世紀近くも続いたことから、各ネットワークにはそれぞれ「しゃべるラザー、動くブロコウ、動かないジェニングス」という評に代弁される独特のスタイルと雰囲気が醸成される（とは言っても冷戦下のジェニングスは海外へ動くアンカーとして名を馳せたが）。またCNNというニュース専門局の登場やFOXニュースやMSNBCで見られる「モノを言うキャスター」にも人気が集まる。

### イギリス
- アメリカ同様、取材経験を積んでキャスターを務めるのが多い。ニュースリーダーはこの基準から外れる。
- 同じ英語圏から、元アメリカ国務省報道官のジェームス・ルービンのように、アメリカ人がキャスターを務めるケースがある。

### フランス
- アメリカ同様、取材経験を積んだ記者がキャスターを務めるのが定番となっていたが、M6でキャスターを務めるメリッサ・テュリオのように、入社3年でキャスターを務めるケースも出ている。

### ブラジル
- ブラジルでいうキャスターは、Apresentadores（プレゼンターの意味）にあたる。
- ブラジルの主要ニュース番組のキャスターのほとんどが、グローボのキャスター経験者である。これはブラジルのテレビ界において、グローボの一人勝ちの状況が続いていることにより、人材がグローボに集中していることが背景として挙げられる。

### 韓国
- 取材経験を積んだ報道次長、若しくは報道部長クラスの記者が、キャスターを務めるのが定番となっている。
- かつてはアメリカ同様、男性が単独でキャスターを務めていたが、女性キャスターと2人で番組を進行する形式が多くなってきている。

## ニュースキャスターのコメント
- 『JNNニュースコープ』で17年間キャスターを務めた古谷綱正は、あくまでストレートにニュースを伝えることに徹し、「日本のウォルター・クロンカイト」と評された。当時古谷は「キャスターがいい気になって意見を言うのは、反感を呼び不信感を煽るでしょう。大切なのはニュースに対する “姿勢” というものです」とあくまで客観的にニュースを伝えることこそが重要だとした。
- フジテレビ『FNNニュースレポート23:00』のキャスターを務めた俵孝太郎は「ニュースは鉄仮面のごとく読むべきだ」と述べ、『JNN報道特集』で長年キャスターを務めた堀宏はサイゾーのインタビューで、「（放送法の規定を挙げた上で）ニュース番組は新聞のように評論をすべきではない」と発言している。
- 日本テレビ『NNNきょうの出来事』で長年アンカーパーソンを務めた櫻井よしこは、「アンカーパーソンは言葉で批判するのではなく、データの選定で批判するべき。」とし、キャスターは私的なコメントで判断を下してはいけないと語っている[5]。また、櫻井の後任キャスターを務めた井田由美も、「私はキャスターコメントは行わず、ストレートにニュースを伝えることを重視していました」と語っている[6]。
- RKB毎日放送『RKBニュースワイド』初代キャスターの三善英毅（現在第一経済大学教授）は1982年、朝日新聞のインタビュー記事で「キャスターはニュースの解説役という考えもあるが、私はニュースの整理役だと思う。ニュースに手を加え、データを盛り込んでいったら終わり」と発言している。

## 専門キャスター
もっぱら番組進行はせず、ニュース以外の専門情報を伝えるキャスターを別に設える場合がある。

### スポーツキャスター
プロ野球など、国内外のプロスポーツ（ときにアマチュアスポーツ）を伝えるキャスター。説得力を求められるため、世界大会などで実績のある経験者が起用されることが多い。実際に実績を出したスポーツ選手が、引退時に次の職種として「スポーツキャスター」を挙げる例がよくみられる。
近年は、元スポーツ選手が（スポーツキャスターではなく）ニュースキャスターに選ばれる例もある（陣内貴美子、潮田玲子など）。

### エンタメキャスター
芸能情報やバラエティ情報を中心に伝えるキャスター。芸能人・タレント等にインタビューも行う。フジテレビ系列『めざましテレビ』の軽部真一は番組開始から長年エンタメキャスターとして担当している。めざましテレビ以外では、エンタメ情報を伝えているもののエンタメキャスターはいない。

### 天気キャスター

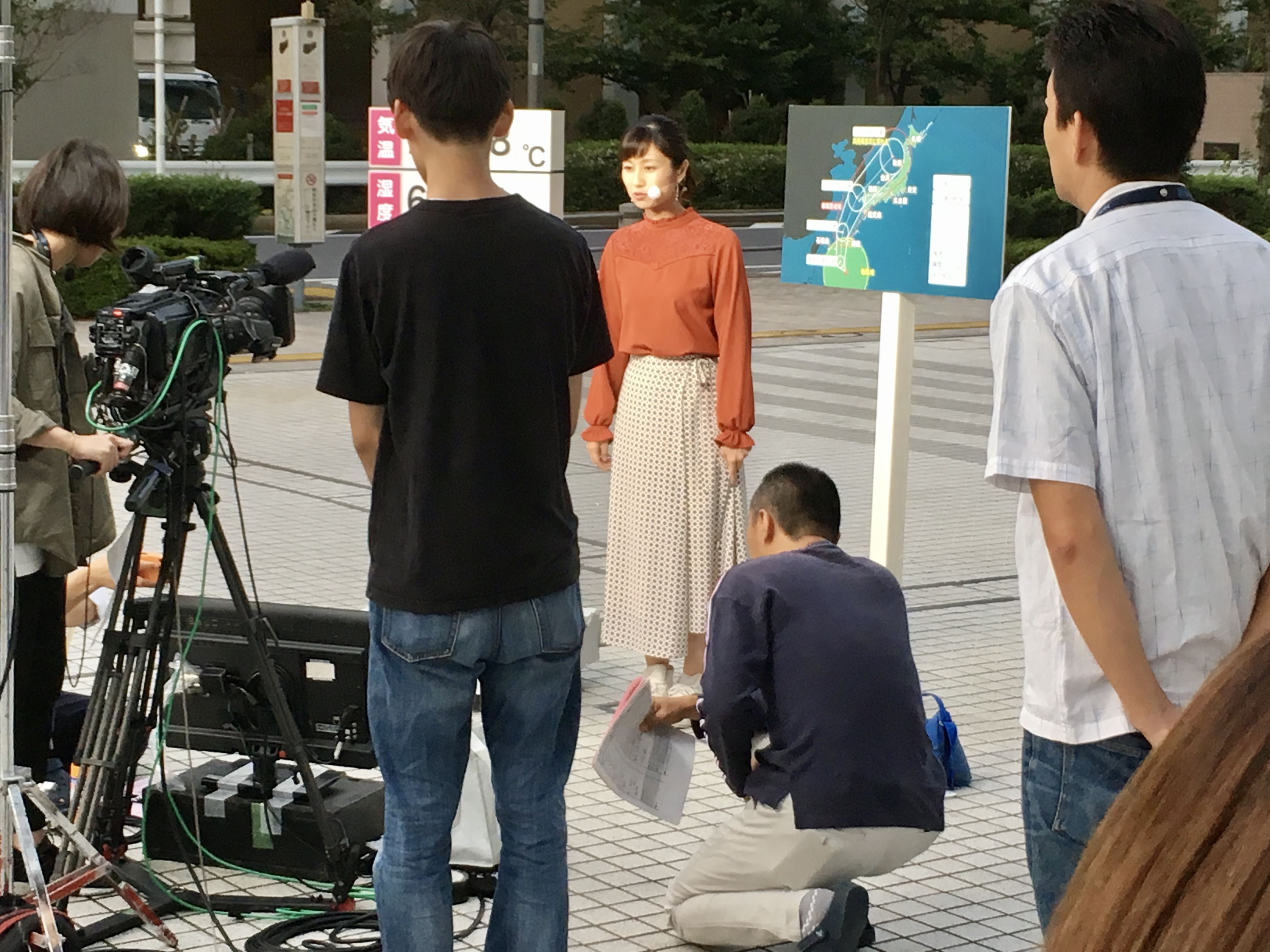
屋外から天気予報を伝える中継の様子

番組内で天気情報を伝えるキャスターである。日本国内においては、気象業務法に基づき、かつては日本気象協会所属の男性が務めるケースがよくみられた。1993年に同法が改正されたことによって気象予報士制度が導入され、以降は気象予報士資格の有資格者がキャスターとして重用される傾向にある。ただし、天気情報のアナウンスや解説など、将来起きうる気象現象の予報を伴わない業務については、有資格者でなくても行うことができるため、アナウンサーのほかアイドルやモデルなど本来とは異なる職種の人材もキャスターとされる場合がある。この場合は、気象予報士がまとめた原稿を読み上げることになる。お天気お姉さんも参照のこと。